# Wolfgang Franke (Künstler)
Wolfgang Franke (* 8. August 1908 in Heilbronn; † 26. Mai 1982 in Neuenbürg) war ein deutscher Künstler.

## Leben
Franke war der Sohn eines Zeichners, Modelleurs und Ziseleurs, dessen künstlerische Begabung er erbte. Nach der Schule verwarf er die ursprünglichen Pläne eines Musikstudiums und begann eine Lehre als Stahlgraveur in Pforzheim, wo er die Goldschmiede- und Kunstgewerbeschule bei Julius Müller-Salem besuchte, der ihn zeichnerisch prägte, sowie die Bildhauerklasse bei Adolf Sautter. 
1929 zog Franke nach Berlin, wo er an den Vereinigten Staatsschulen für freie und angewandte Kunst aufgenommen wurde und von Wilhelm Gerstel unterrichtet wurde. In Berlin erhielt er bald öffentliche Aufträge, darunter die fünf großen Porträtreliefs für das Berliner Robert-Koch-Krankenhaus. 1936 gewann er den mit einem Stipendium verbundenen Großen Staatspreis.
1937 beendete Franke sein Studium und bezog ein Atelier in der ehemaligen Königlichen Kunstschule in der Berliner Ateliergemeinschaft Klosterstraße, wo auch Käthe Kollwitz und andere als entartet geltende Künstler tätig waren. Seine Einberufung zum Militär beendete 1941 Frankes Berliner Atelierzeit. Mit der Zerstörung des Atelierhauses in der Klosterstraße 1945 gingen nahezu alle Vorkriegsarbeiten Frankes verloren.
Nach der Kriegsgefangenschaft kehrte Franke 1947 nach Pforzheim zurück, wo er als Lehrer für Zeichnen und Modellieren an der Goldschmiedeschule tätig wurde. 1970 trat er in den Ruhestand, um sich nur noch der freien künstlerischen Arbeit zu widmen.

## Werk
Franke schuf Plastiken, Medaillen, Zeichnungen und Gemälde. Plastiken und Medaillen entstanden häufig im öffentlichen Auftrag, seine Zeichnungen und Pastellgemälde waren meist privater Natur. Er war im Kreis der Künstlergilde Buslat auf Schloss Bauschlott tätig, wo er in den 1960er Jahren mehrfach ausstellte. Retrospektive Werkschauen fanden 1978 und 1999 in Pforzheim statt.
Plastiken, Reliefs und Büsten
- Porträtreliefs der Mediziner Paracelsus, Semmelweis, Koch, Röntgen und Virchow (1930er Jahre), Robert-Koch-Krankenhaus, Berlin (zerstört im Zweiten Weltkrieg)
- Sinnender (1962)
- Lesendes Mädchen (1963)
- Mutter und Kind (1964), Figurengruppe im Auftrag des Staatlichen Gesundheitsamtes in Buchen, weitere Güsse an weiteren Orten
- Büste Friedrich Tilegant (1968)
- Büste Herzog Adolf Friedrich zu Mecklenburg (1971) für eine Schule in Lome, Togo
- Büste Dean Dixon (1973)

Medaillen und Plaketten
- Johannes-Reuchlin-Plakette der Stadt Pforzheim (1970)
- Fritz-Erler-Medaille der Fritz-Erler-Schule Pforzheim (1976)
- Jubiläumsmünze zur 700-Jahr-Feier der Stadt Neuenbürg (1977)
- Medaille zum 800-jährigen Jubiläum der Kirchenweihe des Zisterzienserklosters Maulbronn (1978)